# Olivier Gallion
Pour les articles homonymes, voir Gallion (homonymie).
Pas d'image ? Cliquez ici

a Compétitions nationales et continentales officielles uniquement.

Olivier Gallion, né le 17 septembre 1981 à Ollioules (Var), est un joueur français de rugby à XV qui évolue au poste de centre.
Il est le fils de Jérôme Gallion.